# Kiambu (hrabstwo)
Kiambu – hrabstwo w Kenii, w dawnej Prowincji Centralnej, ze stolicą w Kiambu. Należy do Regionu Metropolitalnego Nairobi, który obejmuje takie miasta jak: Ruiru, Kikuyu, Thika, Karuri, Juja czy Kiambu. Liczy ponad 2,4 mln mieszkańców i cechuje się dużą gęstością zaludnienia. Większość należy do plemienia Kikuju.
Kiambu graniczy z hrabstwami: Nairobi i Kajiado na południu, Machakos na wschodzie, Murang'a na północy i północnym wschodzie, Nyandarua na północnym zachodzie i Nakuru na zachodzie. 
Hrabstwo położone jest w centrum kraju na wysokościach od 1400 m na wschodzie, do ponad 2500 m n.p.m. na zachodzie. Duże części północnych i południowych powiatów Lari i Gatundu pokryte są lasami.

## Rolnictwo
Rolnictwo jest dominującą działalnością gospodarczą w hrabstwie i stanowi 17,4% dochodu ludności. Głównymi uprawami pieniężnymi są kawa i herbata. Na własny użytek uprawia się głównie kukurydzę, fasolę, ananasy, irlandzkie ziemniaki i kapustę. 
Wraz ze wzrostem liczby ludności stale spada średnia wielkość gospodarstw hodowlanych. Hodowla obejmuje głównie bydło, owce, kozy i kurczaki. W mniejszym stopniu można spotkać się z hodowlą świń i osłów. W 2009 roku odnotowano w hrabstwie 127 wielbłądów. 

## Religia
Struktura religijna w 2019 roku wg Spisu Powszechnego:
- protestantyzm – 58,6%
- katolicyzm – 24,5%
- niezależne kościoły afrykańskie – 7,8%
- pozostali chrześcijanie – 5,7%
- brak religii – 1,3%
- islam – 0,9%
- pozostali – 1,2%.